# إدوين مونتاغو
إدوين صموئيل مونتاغو (بالإنجليزية: Edwin Samuel Montagu) كان سياسيًا ليبراليًا بريطانيًا شغل منصب وزير الدولة للهند بين عامي 1917 و 1922. كان مونتاغو ليبراليًا راديكاليًا وثالث يهودي يعمل في الحكومة البريطانية (بعد هربرت صموئيل وروفوس إسحاق).

## معارضته للصهيونية
مونتاغو هو ثالث يهودي بريطاني يعمل في مجلس الوزراء، الدائرة الداخلية للحكومة للبريطانية، وكان معارضا للصهيونية بشدة، حيث وصفها بـ العقيدة السياسية الخبيثة، وعارض كذلك وعد بلفور، الذي اعتبره وعدا معاديا للسامية وتمكن من تعديل شروطه. في مذكرة لمجلس الوزراء، أوضح وجهة نظره الناقدة للصهيونية:
. . . أفترض أن هذا يعني أن المحمديين [المسلمين] والمسيحيين سيفسحون المجال لليهود، وأن اليهود ينبغي أن يوضعوا في جميع مواقع ومناصب التفضيل والأولوية وأن يكونوا مرتبطين ارتباطا خاصا واستثنائيا بفلسطين، بنفس الطريقة التي تكون بها إنجلترا مع الإنجليز أو فرنسا مع الفرنسيين، بمعنى أن الأتراك وغيرهم من المسلمين في فلسطين سيعتبرون أجانب، بنفس الطريقة التي سيعامل بها اليهود فيما بعد كأجانب في كل بلد باستثناء فلسطين، وربما يجب أيضا ألا تمنح الجنسية إلا بعد تجاوز اختبار ديني. 
عارضه ابن عمه الصهيوني هربرت صموئيل، الذي أصبح فيما بعد أول مفوض سام للانتداب البريطاني على فلسطين.